# ماوريزو ناسي
ماوريزو ناسي (بالإيطالية: Maurizio Nassi)‏ (3 يناير 1977 بتاورمينا في إيطاليا - ) هو لاعب كرة قدم إيطالي في مركز الهجوم. لعب مع نادي ألساندريا ونادي أنكونا ونادي بادوفا ونادي بريشيا ونادي ريجينا ونادي سيتاديلا ونادي مانتوفا ونادي نابولي وASD Licata Calcio ‏ وFermana FC ‏ وGiulianova Calcio ‏ وASD Akragas 2018 ‏ وUSD Atletico Catania ‏ وUSD Ragusa 2014 ‏ ونادي جيلا ولانشانو كالتشيو 1920 ‏.